# Millieria dolosana
Millieria dolosana är en fjärilsart som beskrevs av Herrich-Schäffer 1855. Millieria dolosana ingår i släktet Millieria och familjen gnidmalar. Inga underarter finns listade i Catalogue of Life.